# Bộ Thông tin và Truyền thông (Việt Nam)
Bộ Thông tin và Truyền thông Việt Nam là cơ quan của Chính phủ Việt Nam, thực hiện chức năng quản lý nhà nước về báo chí; xuất bản, in, phát hành; phát thanh và truyền hình; thông tin điện tử; thông tấn; thông tin đối ngoại; thông tin cơ sở; bưu chính; viễn thông; tần số vô tuyến điện; công nghiệp công nghệ thông tin; ứng dụng công nghệ thông tin; an toàn thông tin mạng; giao dịch điện tử; chuyển đổi số quốc gia và quản lý nhà nước các dịch vụ công trong các ngành, lĩnh vực thuộc phạm vi quản lý nhà nước của bộ.
Ngày 18 tháng 2 năm 2025, Bộ này sáp nhập, hợp nhất với Bộ Khoa học và Công nghệ và kết thúc hoạt động, theo Nghị quyết của Quốc hội Việt Nam trong phiên họp không thường kỳ.

## Lịch sử phát triển
Tiền thân của Bộ Thông tin và Truyền thông là Bộ Thông tin, Tuyên truyền của chính phủ Việt Nam Dân chủ Cộng hòa, thành lập ngày 28 tháng 8 năm 1945 với Trần Huy Liệu là Bộ trưởng đầu tiên . Ngày 1/1/1946 đổi tên thành Bộ Tuyên truyền và Cổ động nhưng đến ngày 2/3/1946 thì bị bãi bỏ. Vai trò của Bộ được chuyển sang Bộ Nội vụ với tên gọi lần lượt là Nha Tổng Giám đốc Thông tin và Tuyên truyền (3/1946-11/1946) và Nha Thông tin (11/1946-7/1951). Ngày 10/7/1951, Nha Thông tin được chuyển sang trực thuộc Phủ Thủ tướng. Ngày 24/2/1952 Nha Thông tin đổi tên thành Nha Tuyên truyền và Văn nghệ trực thuộc Bộ Giáo dục.
Tháng 8 năm 1954 sau chiến thắng Điện Biên Phủ, Bộ Tuyên truyền được tái lập một thời gian ngắn, Bộ trưởng lúc này là Hoàng Minh Giám. Ngày 20/9/1955 chính phủ Việt Nam Dân chủ Cộng hòa đổi tên Bộ Tuyên truyền thành Bộ Văn hóa. Ngày 13/7/1977 Tổng cục Thông tin và Bộ Văn hóa hợp nhất thành Bộ Văn hóa và Thông tin. Ngày 24/6/1981 lại tách ra riêng 2 Bộ Văn hóa và Bộ Thông tin, Bộ trưởng Bộ Thông tin lúc này là Trần Hoàn. Từ ngày 31/3/1990 đến ngày 31/7/2007, Bộ Văn hóa và Bộ Thông tin sát nhập thành một với tên gọi lần lượt là Bộ Văn hóa - Thông tin - Thể thao và Du lịch (1990), Bộ Văn hóa - Thông tin và Thể thao (1991), Bộ Văn hóa - Thông tin (1992-2007).
Ngoài ra từ 2002 đến 2007 còn có Bộ Bưu chính, Viễn thông riêng biệt, Bộ trưởng là Đỗ Trung Tá.
Ngày 27 tháng 7 năm 2007, Bộ Thông tin và Truyền thông hiện tại chính thức được Quốc hội khóa XII phê chuẩn thành lập theo đề nghị của Thủ tướng Chính phủ Nguyễn Tấn Dũng. Bộ này được thành lập trên cơ sở Bộ Bưu chính, Viễn thông và Cục Báo chí, Cục Xuất bản thuộc Bộ Văn hóa - Thông tin cũ. Bộ trưởng đầu tiên của Bộ Thông tin và Truyền thông là ông Lê Doãn Hợp.
Theo chủ trương tinh gọn bộ máy của Đảng Cộng sản Việt Nam, ngày 18 tháng 2 năm 2025, theo Nghị quyết của Quốc hội Việt Nam, Bộ Thông tin và Truyền thông kết thúc hoạt động và sáp nhập với Bộ Khoa học và Công nghệ.

## Nhiệm vụ và quyền hạn
Bộ Thông tin và Truyền thông thực hiện nhiệm vụ, quyền hạn quy định tại Nghị định số 123/2016/NĐ-CP ngày 01 tháng 9 năm 2016 của Chính phủ quy định chức năng, nhiệm vụ, quyền hạn và cơ cấu tổ chức của bộ, cơ quan ngang bộ, Nghị định số 101/2020/NĐ-CP ngày 28 tháng 8 năm 2020 của Chính phủ sửa đổi, bổ sung một số điều của Nghị định số 123/2016/NĐ-CP và những nhiệm vụ, quyền hạn theo Nghị định số 48/2022/NĐ-CP ngày 26 tháng 7 năm 2022 sau đây:
- Trình Chính phủ dự án luật, dự thảo nghị quyết của Quốc hội; dự án pháp lệnh, dự thảo nghị quyết của Ủy ban Thường vụ Quốc hội; dự thảo nghị định của Chính phủ theo chương trình, kế hoạch xây dựng pháp luật hàng năm của Chính phủ, của bộ và các nghị quyết, dự án, đề án, chương trình tổng kết theo phân công của Chính phủ, Thủ tướng Chính phủ.
- Quản lý nhà nước về các lĩnh vực chính:

1. Báo chí (bao gồm báo in, báo điện tử, phát thanh, truyền hình, bản tin thông tấn).
2. Xuất bản (bao gồm xuất bản, in, phát hành).
3. Thông tin đối ngoại.
4. Quảng cáo.
5. Thông tin điện tử.
6. Thông tin cơ sở và hoạt động truyền thanh - truyền hình cấp huyện.
7. Bưu chính.
8. Viễn thông.
9. Tần số vô tuyến điện.
10. Công nghiệp công nghệ thông tin.
11. Chuyển đổi số quốc gia.
12. An toàn thông tin mạng.
13. Giao dịch điện tử.
14. Dịch vụ sự nghiệp công và Doanh nghiệp (thuộc lĩnh vực quản lý).

- Xây dựng, quản lý, vận hành, khai thác mạng bưu chính, viễn thông dùng riêng, mạng Truyền số liệu chuyên dùng phục vụ sự chỉ đạo, điều hành của các cơ quan Đảng, Nhà nước.
- Phối hợp tổ chức thực hiện các quy định của pháp luật về sở hữu trí tuệ đối với sản phẩm báo chí, chương trình phát thanh, truyền hình đã mã hóa, xuất bản phẩm, tem bưu chính, sản phẩm và dịch vụ công nghệ thông tin và truyền thông, đối tượng quyền sở hữu công nghiệp thuộc các ngành, lĩnh vực quản lý của bộ theo quy định của pháp luật; phối hợp chỉ đạo các doanh nghiệp cung cấp dịch vụ trung gian thực hiện quy định của pháp luật về sở hữu trí tuệ.
- Quản lý xuất khẩu, nhập khẩu sản phẩm, hàng hóa thuộc các lĩnh vực quản lý của bộ theo quy định của pháp luật.
- Thực hiện các nhiệm vụ, quyền hạn khác theo quy định của pháp luật.

## Cơ cấu tổ chức
Tổ chức Bộ này đến khi sáp nhập thực hiện theo Nghị định 48 năm 2022 của Chính phủ Việt Nam.

### Khối các đơn vị tham mưu
- Vụ Hợp tác quốc tế
- Vụ Khoa học và Công nghệ
- Vụ Kinh tế số và Xã hội số
- Vụ Bưu chính
- Vụ Kế hoạch - Tài chính
- Vụ Pháp chế
- Vụ Tổ chức cán bộ
- Thanh tra Bộ
- Văn phòng Bộ

### Khối các đơn vị chức năng
- Cục Báo chí
- Cục Phát thanh, truyền hình và thông tin điện tử
- Cục Xuất bản, In và Phát hành
- Cục Thông tin cơ sở
- Cục Thông tin đối ngoại
- Cục Viễn thông
- Cục Tần số vô tuyến điện
- Cục Chuyển đổi số quốc gia
- Cục An toàn thông tin
- Cục Công nghiệp công nghệ thông tin và Truyền thông[6]
- Cục Bưu điện Trung ương

### Khối các đơn vị sự nghiệp
- Viện Chiến lược Thông tin và Truyền thông
- Trung tâm Thông tin
- Báo Vietnamnet
- Tạp chí Thông tin và Truyền thông
- Học viện Công nghệ Bưu chính Viễn thông
- Trường Đào tạo, Bồi dưỡng cán bộ quản lý Thông tin và Truyền thông
- Trung tâm Internet Việt Nam (VNNIC)
- Viện Công nghệ số và Chuyển đổi số quốc gia
- Nhà xuất bản Thông tin và Truyền thông
- Quỹ dịch vụ Viễn thông công ích Việt Nam
- Trường Cao đẳng Thông tin và Truyền thông
- Trung tâm Chứng thực điện tử quốc gia

### Các đơn vị khác
- Công đoàn Ngành Thông tin và Truyền thông Việt Nam
- Đoàn TNCS Hồ Chí Minh Bộ Thông tin và Truyền thông
- Ban quản lý Chương trình cung cấp dịch vụ viễn thông công ích

### Doanh nghiệp trực thuộc
- Tổng công ty Truyền thông đa phương tiện VTC
- Tổng công ty Bưu điện Việt Nam (VNPOST)

## Tổ chức Quốc tế tham gia
- Liên minh Bưu chính Quốc tế (UPU): 1 tháng 10 năm 1951: Chính thức được công nhận là quốc gia hội viên do Quốc gia Việt Nam rồi Việt Nam Cộng hòa kế tiếp đại diện; từ ngày 15 tháng 3 năm 1976: Chính phủ Cách mạng Lâm thời Cộng hòa Miền Nam Việt Nam thừa kế quyền hội viên của Việt Nam Cộng hòa; 23 tháng 8 năm 1976 Cộng hòa Xã hội Chủ nghĩa Việt Nam mới chính thức gia nhập.
- Liên minh Bưu chính châu Á Thái Bình Dương (APPU): Tham gia ngày 28 tháng 1 năm 1987.[7]
- Liên minh Viễn thông Quốc tế (ITU): Tham gia năm 1976.
- Liên minh viễn thông châu Á - Thái Bình Dương (APT): Tham gia tháng 10 năm 1979.
- Tổ chức vệ tinh viễn thông quốc tế ITSO (INTELSAT cũ): Tham gia năm 1975.
- Tổ chức quốc tế về Thông tin vũ trụ Intersputnik: Tham gia năm 1979.
- Diễn đàn Hợp tác Kinh tế châu Á - Thái Bình Dương và nhóm công tác chuyên ngành về Viễn thông và công nghệ thông tin của APEC và APEC Tel.
- Trung tâm thông tin mạng khu vực châu Á - Thái Bình Dương (APNIC).

## Bộ trưởng qua các thời kỳ
| TT | Họ tên           | Nhiệm kỳ               | Chức vụ                                                                                                   |
| -- | ---------------- | ---------------------- | --- |
| 1  | Đỗ Trung Tá      | 2002 - 2007            | - Bộ trưởng Bộ Bưu chính Viễn thông - Nguyên Ủy viên Ban Chấp hành Trung ương Đảng Cộng sản Việt Nam.     |
| 2  | Lê Doãn Hợp      | 2007 - 3/8/2011        | - Bộ trưởng Bộ Thông tin và Truyền thông - Nguyên Ủy viên Ban Chấp hành Trung ương Đảng Cộng sản Việt Nam |
| 3  | Nguyễn Bắc Son   | 3/8/2011 - 8/4/2016    | - Bộ trưởng Bộ Thông tin và Truyền thông - Nguyên Ủy viên Ban Chấp hành Trung ương Đảng Cộng sản Việt Nam |
| 4  | Trương Minh Tuấn | 9/4/2016 - 23/10/2018  | - Bộ trưởng Bộ Thông tin và Truyền thông - Nguyên Ủy viên Ban Chấp hành Trung ương Đảng Cộng sản Việt Nam |
| 5  | Nguyễn Mạnh Hùng | 23/10/2018 - 18/2/2025 | - Bộ trưởng Bộ Thông tin và Truyền thông - Ủy viên Ban Chấp hành Trung ương Đảng Cộng sản Việt Nam        |

## Thứ trưởng qua các thời kỳ
- Đặng Văn Thân - Tổng cục trưởng Tổng cục Bưu điện (1986 - 1997); Tiến sĩ; Anh hùng Lao động Thời kỳ Đổi mới; Nguyên Ủy viên Trung ương Đảng, nguyên Đại biểu Quốc hội, nguyên Bí thư Ban Cán sự Đảng Tổng cục Bưu điện.
- Mai Liêm Trực - Tổng cục trưởng; Phó Bí thư Ban Cán sự Đảng Tổng cục Bưu điện (1997 - 2002); Thứ trưởng Thường trực Bộ Bưu chính Viễn thông (2002 - 2005).
- Vũ Đức Đam: Nguyên Ủy viên Ban Cán sự Đảng, nguyên Thứ trưởng Bộ Thông tin và Truyền thông.
- Đỗ Quý Doãn: Nguyên Ủy viên Ban Cán sự Đảng, nguyên Thứ trưởng Bộ Thông tin và Truyền thông (nghỉ hưu ngày 1/10/2013).
- Đặng Đình Lâm: Nguyên Ủy viên Ban Cán sự Đảng, nguyên Thứ trưởng Bộ Bưu chính Viễn thông.
- Trần Ngọc Bình: Nguyên Ủy viên Ban Cán sự Đảng, nguyên Thứ trưởng Bộ Bưu chính Viễn thông.
- Lê Nam Thắng: Nguyên Ủy viên Ban Cán sự Đảng, nguyên Thứ trưởng Bộ Thông tin và Truyền thông.
- Trần Đức Lai: Nguyên Ủy viên Ban Cán sự Đảng, nguyên Thứ trưởng Bộ Thông tin và Truyền thông.
- Trương Minh Tuấn: Nguyên Ủy viên Ban Cán sự Đảng, nguyên Thứ trưởng Bộ Thông tin và Truyền thông.
- Nguyễn Minh Hồng: Nguyên Ủy viên Ban Cán sự Đảng, nguyên Thứ trưởng Bộ Thông tin và Truyền thông.
- Phạm Hồng Hải: Nguyên Ủy viên Ban Cán sự Đảng, nguyên Thứ trưởng Bộ Thông tin và Truyền thông.
- Nguyễn Thành Hưng: Nguyên Ủy viên Ban Cán sự Đảng, nguyên Thứ trưởng Bộ Thông tin và Truyền thông.
- Hoàng Vĩnh Bảo: Nguyên Ủy viên Ban Cán sự Đảng, nguyên Thứ trưởng Bộ Thông tin và Truyền thông.
- Phạm Anh Tuấn: Nguyên Ủy viên Ban Cán sự Đảng, nguyên Thứ trưởng Bộ Thông tin và Truyền thông.

## Bê bối

### Vụ án MobiFone mua 95% cổ phần AVG
Ngày 23 tháng 2 năm 2019, 2 cựu Bộ trưởng Bộ Thông tin và Truyền thông Nguyễn Bắc Son và Trương Minh Tuấn bị bắt với tội danh Vi phạm quy định về quản lý và sử dụng vốn đầu tư công gây hậu quả nghiêm trọng. Hai ông bị điều tra về những sai phạm trong dự án Tổng công ty Viễn thông MobiFone mua 95% cổ phần của Công ty Cổ phần Nghe nhìn Toàn Cầu AVG. Ngoài ra, công an cũng đã khởi tố và tạm giam ông Lê Nam Trà, cựu Chủ tịch Hội đồng thành viên Tổng công ty Viễn thông MobiFone; ông Phạm Đình Trọng, cựu Vụ trưởng Vụ Quản lý doanh nghiệp thuộc Bộ; bà Phạm Thị Phương Anh, Phó Tổng Giám đốc và ông Cao Duy Hải, Tổng Giám đốc MobiFone.